# Santa Olímpia (Piracicaba)
Santa Olímpia é um bairro rural do município brasileiro de Piracicaba, sede da Região Metropolitana de Piracicaba, no interior do estado de São Paulo. Juntamente com o vizinho bairro Santana formam a Colônia Tirolesa de Piracicaba.

## História
A Colônia Tirolesa de Piracicaba foi fundada no final do século XIX, entre 1892 e 1893, por imigrantes tiroleses oriundos do Vale do Rio Ádige próximos à cidade de Trento (Tirol Italiano), região que de 1363 até 1918 pertenceu à Áustria e hoje pertence à Itália (atual Província Autônoma de Trento).
O bairro de Santa Olímpia é pequeno e antigo, porém conservado. O bairro é formado por uma igreja no centro (uma antiga igreja de estilo medieval em homenagem à Imaculada Conceição) e, ao redor dessa igreja, há uma grande praça, ornamentada por flores, plantas e árvores; e ao lado dessa praça, há pequenas ruas, estreitas e de pedras, idênticas às ruas de antigas aldeias europeias, com muitas casas geminadas, cujas janelas e portas dão diretamente na rua.
Pela praça, na igreja e pelas ruas do bairro de Santa Olímpia, ainda é possível ouvir os habitantes do local conversarem uns com os outros no dialeto trentino (e não apenas os mais idosos, mas também alguns jovens e as crianças). 

## Geografia
O bairro faz parte do distrito de Santa Teresinha de Piracicaba.

### População
Pelo Censo 2010 (IBGE) a população do bairro era de 949 habitantes.

## Cultura

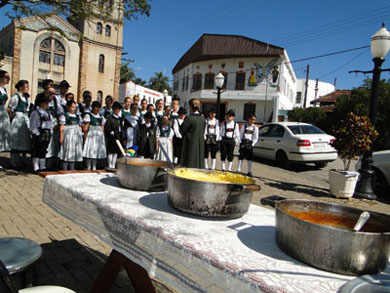
Festa da Polenta de Santa Olímpia

Os habitantes procuraram sempre manter a cultura tirolesa nas mais diversas formas. O bairro conta com vários grupos culturais que preservam as tradições dos antepassados:

### Danças típicas
- Grupo Santa Olímpia de danças folclóricas, com categorias adulto, juvenil e infantil.

### Corais
- Coro Stella Alpina
- Coro Càneva
- Coro infantil Và Pensiero

### Festas
No bairro é possível encontrar durante todo o ano festas que trazem um pouco da cultura tirolesa. Os bairros de Santa Olímpia e de Santana preservam anualmente, na terça-feira de Carnaval, a tradição da Festa de la Cucàgna, uma festa típica trentina com muita animação e cantos de carnaval. O bairro de Santa Olímpia organiza anualmente a Festa da Polenta de Santa Olímpia, uma típica festa trentina com muita música, danças folclóricas e culinária trentino-tirolesa. A festa é realizada sempre no último final de semana de julho e recebe nos três dias mais de 15 mil visitantes.

## Arquitetura
A arquitetura dos bairros é antiga e simples, nos moldes da colonização. Pode-se dizer que atualmente buscam-se os modelos tradicionais tiroleses, que podem ser observados em residências de Santa Olímpia e Santana, de forma a ressaltar a identidade cultural dos bairros.
A Igreja de Santa Olímpia lembra aquelas igrejas tirolesas de montanha. Projetos de urbanização típica estão em andamento. A grande escadaria, ao lado da igreja de Santa Olímpia, construída no ano de 1945, é uma das raríssimas escadarias para procissões da vias sacras ainda existentes no mundo. A escadaria conta com 90 degraus, divididos em 15 lances de escada, um para cada estação da Via Sacra.